# عاشورآباد
عاشورآباد، روستایی از توابع بخش دیلمان شهرستان سیاهکل، در استان گیلان ایران است.

## جمعیت
این روستا در دهستان دیلمان قرار دارد، و براساس سرشماری مرکز آمار ایران در سال ۱۳۸۵، جمعیت آن ۸۳ نفر (۲۹خانوار) بوده‌است.